# Elisabetta Tona
Elisabetta Tona (ur. 22 stycznia 1984 w Lecco, Włochy) – włoska piłkarka, grająca na pozycji obrońcy.

## Kariera piłkarska

### Kariera klubowa
Wychowanka klubu Fiammamonza, w którym w 1999 rozpoczęła karierę piłkarską. Latem 2003 została zaproszona do Torres, barw którego broniła przez 12 lat. W 2007 została wypożyczona do amerykańskiego F.C. Indiana. W sezonie 2015/2016 występowała w Fiorentinie. Latem 2016 została zawodnikiem klubu Chieti.

### Kariera reprezentacyjna
W czerwcu 2002 debiutowała w narodowej reprezentacji Włoch w meczu przeciwko Serbii i Czarnogóry. Wcześniej broniła barw juniorskiej reprezentacji U-19.

## Sukcesy i odznaczenia

### Sukcesy piłkarskie
Torres
- mistrz Włoch: 2010, 2011, 2012, 2013
- zdobywca Pucharu Włoch: 2004, 2005, 2008, 2011
- zdobywca Superpucharu Włoch: 2004, 2009, 2010, 2011, 2012, 2013

### Sukcesy indywidualne
- najlepsza piłkarka Włoch  - "Pallone d'oro": 2012